# Aska Yang
Aska Yang (Traditioneel Chinees: 楊宗緯; Vereenvoudigd Chinees: 杨宗纬, pinyin: Yáng Zōngwěi), 4 april 1978) is een populaire zanger in Taiwan.

## Discografie
| Datum           | Label        | Albums                     |
| --------------- | ------------ | -------------------------- |
| 29 juni 2007    | HIM Music    | Stars Reunion              |
| 5 oktober 2007  | HIM Music    | Yesterday, Today, Tomorrow |
| 11 januari 2008 | Warner Music | Dove                       |